# August Reypens
Augustus (Auguste) Josephus Constantinus Reypens (Duffel, 24 juni 1842 - aldaar, 12 december 1902) was een Belgische brouwer en politicus voor de Katholieke Partij.

## Levensloop
Hij was de zoon van Martinus Reypens, geneesheer en burgemeester te Duffel. Hij was vier jaar toen zijn vader overleed. Hij vestigde zich als brouwer in het Netedorp en huwde met Adèle Van de Weyer, de dochter van geneesheer, schepen en Antwerps provincieraadslid Joseph Van de Weyer. Langs moederskant stamde zij af van de invloedrijke familie Dens.
Reypens was actief in het lokale verenigingsleven en alzo voorzitter van tal van deze organisaties. In 1868 werd hij verkozen tot provincieraadslid voor het kanton Duffel, en in 1872 tevens als gemeenteraadslid. Eerstgenoemde functie oefende hij uit tot aan zijn dood in 1902, in de Duffelse gemeenteraad bleef hij actief tot 1875. In 1877 volgde hij Henri Van Berchem op als gedeputeerde in de bestendige deputatie, een mandaat dat hij eveneens zou uitoefenen tot zijn dood. Van 30 december 1888 tot 26 januari 1889 was hij gouverneur ad interim ter vervanging van de overleden gouverneur Charles du Bois de Vroylande, hij werd hierin opgevolgd door Eduard Osy de Zegwaart. Van 13 november tot 13 december 1900 was hij eveneens een maand waarnemend gouverneur.
In Duffel was hij actief in de politieke groep Duffel-Vooruit, tezamen met onder meer burgemeester Louis Sels. De beweging kwam op als belangenbehartiger van de Duffelse burgers en handelaar en kwam al snel in conflict met de Vlaamsgezinde  Duffelse Boerengilde onder leiding van geneesheer Karel Temmerman. Bij de gemeenteraadsverkiezingen van 1898 boekte de lijst Duffel-Vooruit een verkiezingsoverwinning op de lijst van Temmerman.